# Monasterio de Santa María de Cántabos
El monasterio de Santa María de Cántabos o monasterio de Cántabos fue un monasterio cisterciense que se encuentra situado en el término de Fuentelmonge, provincia de Soria (España).  El monasterio es la primitiva fundación del célebre monasterio de Santa María de Huerta y una de las primeras fundaciones del Císter en España.

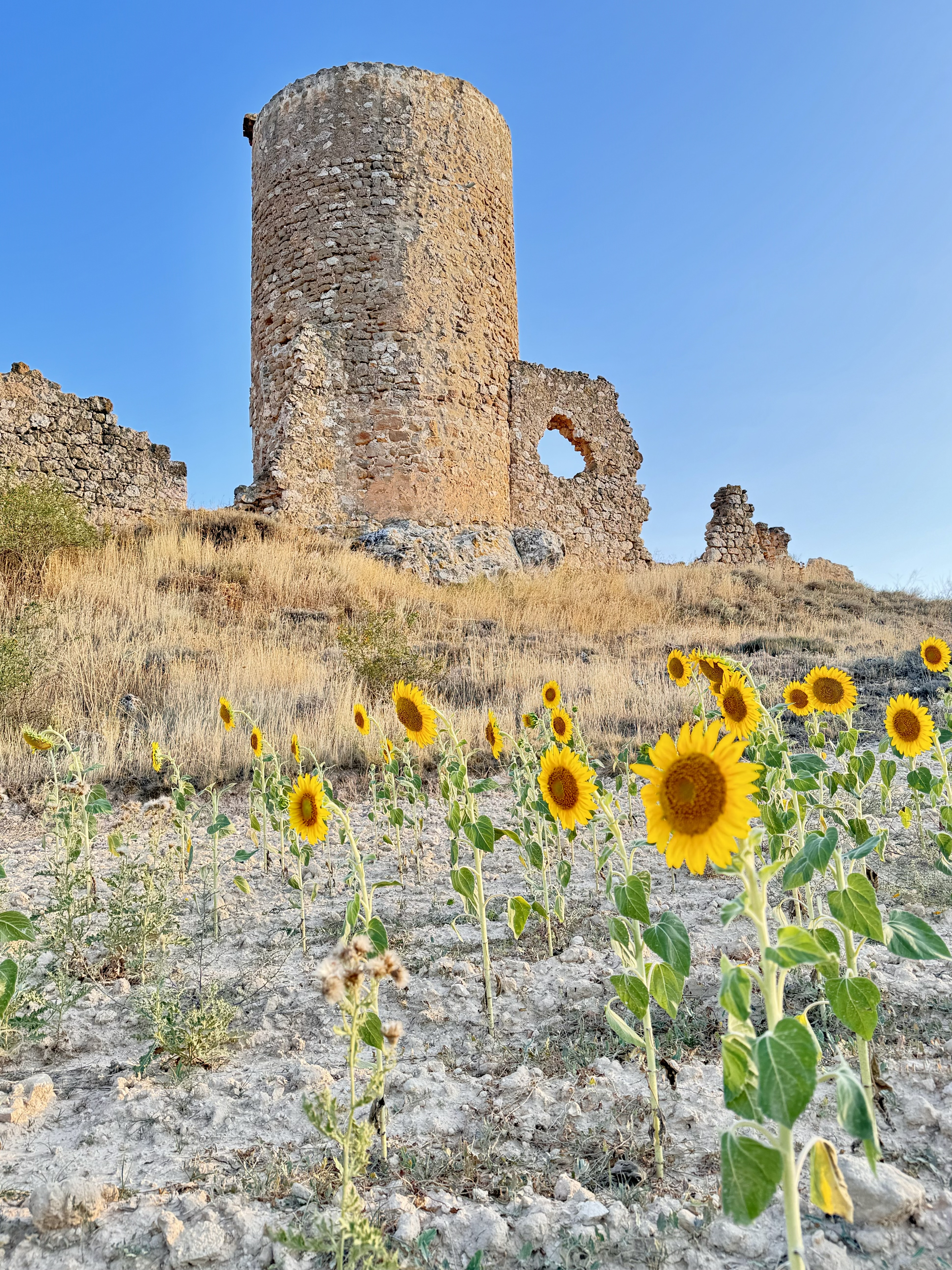
Foto Monasterio Santa Maria de Cantabos - Agosto 2024

## Historia
Su fundación se debe al rey Alfonso VII, en cumplimiento de una promesa que hizo en el cerco de Coria. Para este proyecto, el rey trajo en el año 1142, desde la abadía de Berdoues en Gascuña (Francia), una comunidad de monjes cistercienses, con su abad Rodulfo, que se alojó en un edificio muy pobre construido en un paraje llamado Cántabos, situado en el municipio de Fuentelmonge.
En 1158 Martín Nuñez de Finojosa, hijo del difunto señor de Deza, es entregado por su madre al monasterio junto con el señorío de Boñices. Poco después, en 1162 los monjes se trasladan al monasterio de Bernardos de Huerta de Ariza y en 1166 Martín ya es Abad. Cántabos fue vendido en 1176 al Concejo de Soria y recomprado por Rodrigo Ximénez de Rada, el famoso e ilustrado Arzobispo de Toledo, combatiente en las Navas de Tolosa y otras campañas contra los almohades de al-Ándalus, que era sobrino de Martín. El monasterio fue confirmado en 1228 junto con Bliecos y Boñices. El propio Rodrigo Ximénez repite la confirmación en 1244. Martín sería Abad de Santa María de Huerta, obispo de Sigüenza y fue elevado a los altares como San Martín de Finojosa.
En 1833, con arreglo a la Desamortización de Mendizábal, fueron expulsados los monjes y sólo quedó la torre como pequeña capilla.

## Descripción
La mayoría de las ruinas que hoy pueden contemplarse, situadas en torno a una atalaya islámica, no pertenecen al primitivo monasterio, sino que corresponden a la granja que se asentó después y que perduró hasta la exclaustración de 1835.
La atalaya, anterior al monasterio, es de fábrica de mampostería tosca que conserva la puerta y el hueco de la tranca en altura. Fue modificada durante el siglo XVIII para albergar en su planta baja una capilla, hoy también en avanzada ruina y llena de grafitis, de la que conserva una cúpula ligera medio derruida y el acceso a nivel de suelo, con dintel en forma de concha y jambas abocinadas. Esta es la parte mejor conservada de la construcción, aunque ha perdido la cubierta que protegía su interior y de la que se conserva parte de la cornisa.
En torno a la torre subsisten las ruinas de una construcción posterior a esta, que presenta distintas estancias y un patio central, además de una cueva que debió ser bodega y restos de otras construcciones interiores. Por los restos es difícil hacerse una idea de su uso y pudo tratarse tanto de una casa-fuerte como de una simple granja continuadora del monasterio. En el exterior, hacia el río, se encuentra otra bodega semioculta de unos 6-8 metros de profundidad, con una cámara circular al fondo en la que se aprecian aún los huecos para al menos seis tinajas. También se aprecian restos de construcciones y un posible suelo empedrado en la cuesta que sube hacia el cerro anejo a la torre. Las construcciones son apenas reconocibles y están completamente arruinadas.